# Диаграма на състоянието Fe-C
Диаграмата на състояние (или диаграмата на фазово равновесие) на системата желязо-въглерод е графично изображение на фазовото състояние на желязо-въглеродните сплави в зависимост от химичния им състав и температурата.

## История
За начало на изучаването на диаграмата на състояние на системата желязо-въглерод и на процесите на термична обработка на желязо-въглеродните сплави може да се приеме 1868 г., когато руският учен Дмитрий Чернов публикува изследването си върху стоманите, използвани основно за направа на оръдия. Същата тази година може да бъде смятана и за година на възникване на металознанието като наука, тъй като тогава за първи път са открити структурните изменения, протичащи в желязо-въглеродните сплави. В това свое изследване, Чернов за пръв път посочва съществуването на критични точки в състоянието на стоманата, както и доказва тяхната зависимост от съдържанието на въглерод в нея, като по този начин за пръв път дава представа за диаграмата на състояние на системата желязо-въглерод. Тези критични точки са:

Най-важните изследвания, довели до окончателното построяване на диаграмата на състояние на системата желязо-въглерод са проведени през последната четвърт на XIX век.

Чернов е определял положението на критичните точки от тази диаграма на око, съдейки за тях по цвета на закалената стомана. Известният френски изследовател Флорис Осмонд, използвайки изобретения от Анри Луи Льо-Шателие пирометър определя по-точно положението на критичните точки върху диаграмата, описва характера на микроструктурните изменения, протичащи в стоманата при преминаването през тези критични точки и дава имена на основните структурни фази на желязо-въглеродните сплави.

Образуването на твърди разтвори при нагряване на желязо-въглеродните сплави е било забелязано от английския учен Уилям Чандлър Робъртс-Аустен и е доказано с помощта на директен металографски анализ от френския учен Льо-Шателие и руските учени А. А. Байков и Н. Т. Гудцов.

Използвайки данните от тези изследвания и разработената от американския учен Уилард Гибс теория за фазовите преходи, учените Х. Розебом и Робъртс-Аустен представят първия вариант на диаграмата на състояние на системата желязо-въглерод, която поради непълнотата на използваните данни не се отличава с голяма точност и пълнота. Чак към края на XIX век, немският учен П. Херенс, използвайки натрупаният от неговите предшественици опит и събраните допълнителни данни от направени микроструктурни и термични анализи на желязо-въглеродни сплави, създава и публикува диаграма на състоянието на системата желязо-въглерод, която е достатъчно близка до съвременния вариант. С усъвършенстването на методите на изследване през следващите години, в диаграмата, създадена от П. Херенс, са внесени съществени, но не и принципно различни уточнения. Всъщност, изучаването на диаграмата на състояние на системата желязо-въглерод продължава, макар и да не се очакват драстични промени в нейния вид.

## Компоненти на системата желязо-въглерод

### Алотропни форми на желязото
Алотропната форма α-Fe (α-желязо) съществува в два температурни интервала – под 911 °C и в интервала 1392 – 1539 °C, което се дължи на изменението на стойността на свободната енергия (енергията на Гибс) на α-Fe и γ-Fe в зависимост от температурата. В някои източници, високотемпературната форма на α-Fe се отбелязва като отделна алотропна форма – δ-Fe (δ-желязо). Размерът a на кристалната решетка е 2,93 Å.

### Твърди разтвори на желязото
Желязото може да образува с другите химични елементи твърди разтвори, като твърдите разтвори, образувани заедно с други метали обикновено са разтвори на заместване, докато с въглерода, азота и водорода желязото образува твърди разтвори на внедряване.
Особен интерес представлява твърдия разтвор, който желязото образува с въглерода. Разтворимостта на въглерода в желязото зависи от това в каква кристална форма е желязото. Разтворимостта на въглерода в α-Fe е нищожна (под 0,02 %) и близо 100 пъти по-голяма (до 2,14 %) в γ-Fe.
В металознанието е прието твърдият разтвор на въглерод и други химични елементи в α-желязо да се нарича ферит, а в γ-желязо – аустенит.

### Циментит
Представлява химично съединение на въглерода с желязото (карбид на желязото или железен карбид) и се описва със следната химическа формула – Fe3C. Съставът му е 75 % (атомни) желязо Fe и 25 % (атомни) въглерод C (или 6,67 % масови C). Температурата му на топене е около 1250 °C. Не претърпява алотропни превръщания, но при ниски температури е слабо феромагнитен. Магнитните си свойства губи при температура от 217 °C. Има висока твърдост (над 800 HB), но практически не притежава пластичност. Тези негови свойства вероятно се дължат на неговата сложна кристална структура.
Циментитът може да образува твърди разтвори на заместване – атомите на въглерода могат да бъдат заместени от атоми на неметални химични елементи (азот N или кислород O), а атомите на желязото – от атоми на метали (манган Mn, хром Cr, волфрам W и др.). Такъв твърд разтвор, базиран на кристалната решетка на циментита се нарича легиран циментит. Обикновено този циментит се обозначава с формулата M3C, където под буквата M се разбира желязо или други метални атоми, заместили железните в кристалната решетка.
Циментитът е неустойчиво химично съединение и при определени условия се разпада с отделяне на свободен въглерод под формата на графит. Това разпадане е от значение най-вече за желязо-въглеродните сплави с високо съдържание на въглерод, така наречените чугуни.
В желязо-въглеродните сплави, циментитът като твърда фаза може да се отделя при различни условия:

## Диаграма на състоянието
Диаграмата на състояние на системата желязо-въглерод може да бъде представена в два варианта: стабилна система Fe-Cграфит и метастабилна система – Fe-Fe3C. Метастабилната система Fe-Fe3C се проявява само при съдържание на въглерод до 6,67% (масови). Циментитът има тясна област на хомогенност, която обикновено се изобразява вертикално.

### Диаграма на състояние на метастабилната система Fe-Fe3C
На показаната фигура, с плътни линии е изобразена диаграмата на състояние на метастабилната система Fe-Fe3C.
Линията ABCD се нарича ликвидус-линия. Над нея в системата съществува само течна фаза.
Линията AHJECF се нарича солидус-линия. Под нея в системата съществува само твърда фаза. Между линиите на солидус и ликвидус едновременно съществуват течна и твърда фази.
Тъй като желязото притежава две полиморфни форми – α-Fe и γ-Fe, и освен това образува с въглерода химично съединение Fe3C (циментит), в системата Fe-Fe3C съществуват следните фази:
1. течна фаза (течен разтвор на въглерод в желязо) – областта над линията ABCD, която се нарича ликвидус-линия. В специализираната литература е прието течната фаза да се означава с буквата L (от латинската дума liquidus);
2. циментит (cementite Fe3C) – линията DFKL. Прието е най-често циментитът да се означава с химичната си формула -- Fe3C;
3. ферит (ferrite) – структурна фаза, представляваща твърд разтвор на внедряване на въглерод C в α-Fe, която образува кристали с обемно-центрирана кристална решетка (ОЦК). Ферита има променлива способност за разтваряне на въглерод, която зависи от температурата. Минималната разтворимост на въглерода в α-Fe е 0,006% (точка Q от диаграмата), която се постига при стайна температура, а максималната е 0,02% при температура 727 °C (точка P от диаграмата). Областта на ферита в системата желязо-въглерод се намира наляво от линиите GPQ и AHN. При температури над 1392 °C съществува високотемпературна форма на ферита, с максимална разтворимост на въглерод в него около 0,1 % при температура 1492° (точка J от диаграмата). Приетото означение за ферита е α, α-Fe или Feα;
4. аустенит (austenite) – структурна фаза, представляваща твърд разтвор на въглерод в γ-желязо. Аустенита образува кристали със стенно-центрирана кристална решетка (СЦК). Областта на аустенита на диаграмата на състояние желязо-въглерод е заградена от линията NJESG. Общо приетото означение на аустенита е A, γ-Fe или Feγ;
5. графит (graphite) – твърда фаза, състояща се само от въглерод и имаща хексагонална кристална решетка. Графита има по-ниска плътност от всички останали твърди фази (2,3 срещу 7,5 – 7,8 g/cm3), което затруднява и забавя неговото отделяне от течната фаза и което е причина за отделянето на циментит при бързо охлаждане на течната фаза.

Точка C – нарича се евтектична точка. На нея съответстват температура 1147 °C и съдържание на въглерод от 4,30 % (по маса) или 17,28 % (атомни).
Трите хоризонтални линии на диаграмата на състояние желязо-въглерод – HJB, ECF и PSK показват, че в тази система протичат три нонвариантни реакции:
1. При 1495 °C (линията HJB) протича перитектична реакция, в резултат на която в системата се образува аустенит:
LB + FH → AJ или Feδ + L → Feγ
Максималната концентрация на въглерод в δ-Fe (точка H от диаграмата) е 0,1 % (масови) или 0,46 % (атомни). За точка J са приети стойностите 0,16 % (масови) или 0,74 % (атомни) и за точка B – 0,51 % (масови) или 2,33 % (атомни). Съгласно проведен термичен анализ от R. A. Buckley и William Hume-Rothery, ликвидус-линията на δ-Fe е почти права линия, като на точка B отговарят 2,47 %C (атомни), а максималната разтворимост на въглерода в δ-Fe е 0,5 % (атомни).
2. При 1147 °C (линията ECF) протича евтектична реакция, в резултат на която в системата се образува евтектична смес от аустенит и циментит:
LC → AE + Fe3C или LC → [AE + Cem] или liquid → austenite + cementite
Евтектичната смес между аустенита и циментита се нарича ледебурит. Тази реакция протича при всички желязо-въглеродни сплави, които имат съдържание на C над 2,14%.
3. При 727 °C протича евтектоидна реакция на разпадане на аустенита с образуване на евтектоидна смес от ферит и циментит:
AS → FP + Fe3C или AS → [FP + Cem или solid → ferrite + cementite or pearlite
Получената евтектоидна смес (em -- eutectoid mixture) от ферит и циментит се нарича перлит, която дава и името на превръщането – перлитно превръщане.
При всички желязо-въглеродни сплави, съдържащи над 0,02 %C, каквито практически са всички промишлени желязо-въглеродни сплави, протича перлитно превръщане.
Някои важни граници между областите на отделните твърди фази имат специални имена, част от които са:

### Диаграма на състояние на стабилната система Fe-Cграфит
На показаната фигура, с прекъснати линии е показана тази част от диаграмата на състояние на стабилната система Fe-C, която се различава от диаграмата на метастабилната система Fe-Fe3C.
Началото на отделяне на твърда фаза (кристализация) в подевтектичната област се определя от ликвидус-линията на δ-Fe (линията AB) и γ-Fe (линията BC') фазите, а в задевтектичната област – от ликвидус-линия на графита (C'D'), която е опитно установена до температура 2887 °C и съдържание на въглерод 7,5 % (масови) или 35 % (атомни).
Евтектичното превръщане
L ⇄ γ + Cграфит
протича при температура 1153 °C. Хоризонталната линия E'C'F' е експериментално изследвана и продължена при концентрация на въглерод от 2,88 % (масови) до 27 % (масови) или 65 % (атомни), след което е екстраполирана до 100 % Cграфит. Графитовата евтектика C' съдържа 4,25 % (масови) или 17,1 % (атомни) C.
Кривата E'S' показва разтворимостта на графита в аустенита. При температура 738 °C и съдържание на C 0,66% (масови) или 3 % (атомни) се образува евтектоида.